# Ropica latepubens
Ropica latepubens är en skalbaggsart som beskrevs av Maurice Pic 1951. Ropica latepubens ingår i släktet Ropica och familjen långhorningar. Inga underarter finns listade i Catalogue of Life.